# Улица Вестиенас (Рига)
Улица Ве́стиенас (латыш. Vestienas iela) — улица в Латгальском предместье города Риги, в историческом районе Дарзциемс. Начинается у моста Августа Деглава как продолжение улицы Браслас, проходит в южном направлении и заканчивается перекрёстком с улицами Пилдас и Кайбалас. Проходит вдоль железнодорожной линии Земитаны — Шкиротава; в застройке преобладают промышленные объекты.
Общая длина улицы составляет 1596 метров. На всём протяжении имеет асфальтовое покрытие. По улице проходят маршруты городского автобуса № 20 и № 63; также здесь расположен 7-й автобусный парк.
Отрезок улицы Вестиенас от Деглавского моста до развязки с улицами Виеталвас и Пиедруяс является частью Восточной магистрали, соединяющей въезд в город со стороны улицы Маскавас с Рижским портом. В 2021 году начаты работы по расширению этой части до четырёх полос и соединению её с улицей Августа Деглава. Работы планируется закончить в июне 2023 года.

## История
Улица Вестиенас проложена в 1914 году под названием Фестенская улица (латыш. Vestienas iela, нем. Festensche Strasse), которое происходит от названия волостного центра Вестиена в Мадонском крае. Переименований улицы не было.

## Прилегающие улицы
Улица Вестиенас пересекается со следующими улицами:
- Улица Браслас
- Улица Стопиню
- Улица Зелтиню
- Улица Виеталвас
- Улица Пиедруяс
- Улица Резнас
- Улица Кайбалас
- Улица Пилдас